# Калуш
Ка̀луш (на украински: Калуш) е град в Ивано-Франковска област, Украйна.
Населението му е 66 406 души (1 януари 2019). Намира се в часова зона UTC+2.